# 40. pehotni polk (Italija)
40. pehotni polk Bologna (izvirno italijansko 40º Reggimento fanteria) je bil pehotni polk (Kraljeve) Italijanske kopenske vojske.

## Zgodovina
Med prvo svetovno vojno je bil polk nastanjen na soški fronti, medtem ko je bil polk med drugo svetovno vojno (1942-43) nastanjen v Severni Afriki.